# 上川铁路川沙站旧址
上川铁路川沙站旧址，原位于川沙老城区北门之外，1975年随上川铁路一起拆除。2001年由浦东新区社会发展基金会复建了一段四五十米的铁轨供参观，并树文物保护标牌，周围为绿化带。现址在华夏东路川沙烈士陵园对面，北市街与车站路上。上面所置小火车头是由浦东新区文物保护所征集，制造地点、年代、规格与上川铁路上行驶的火车头相近。2003年被列为浦东新区文物保护单位。

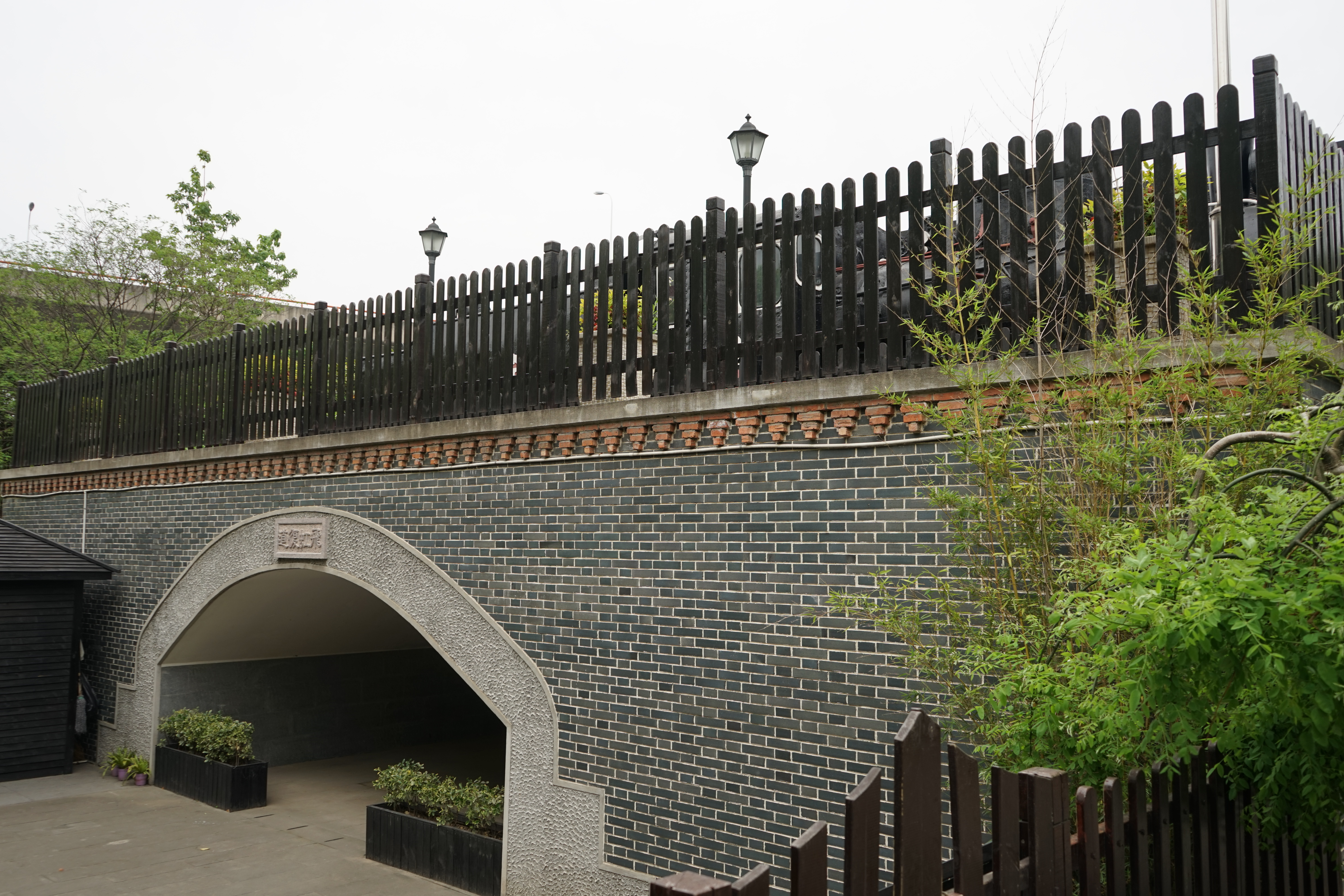
飞虹复道

一起复建的还有“飞虹复道”旱桥，1926年6月建成于川沙北门外街（王桥街）。长11米宽12米，钢筋混凝土，拱形桥孔。行人、小型机动车均可通行。桥面北侧铺铁轨，南侧约4米为人行道，时任川沙县长李冷题写桥名，“飞虹复道”比上海市区最早的铁路立交共和新路桥早31年。1975年后上川铁路拆除后改为公路桥。2008年为建造浦东国际机场北通道华夏东路高架桥时与旧址均被拆除，于2013年6月复建。